# Ciclismo nos Jogos Europeus de 2019
As competições de ciclismo nos Jogos Europeus de 2019 foram realizados  no centro da cidade de Minsk as provas de estrada, e no Velódromo na Minsk Arena as provas de pista. As competições fora realizadas entre os dias 22 a 30 de junho de 2019. Foram disputados 24 eventos, 4 de estrada e 20 de pista.

## Calendário
| Junho               | Junho | 21 | 22 | 23 | 24 | 25 | 26 | 27 | 28 | 29 | 30 |
| ------------------- | ----- | -- | -- | -- | -- | -- | -- | -- | -- | -- | -- |
| Ciclismo            |       |    |    |    |    |    |    |    |    |    |    |
| Ciclismo de estrada |       | 1  | 1  |    | 2  |    |    |    |    |    |    |
| Ciclismo de pista   |       |    |    |    |    |    | 2  | 6  | 6  | 6  |    |

|  | Dia de competição |  | Dia de final |

## Qualificação
Um total de 542 atletas competiram nas competições de ciclismo dos Jogos Europeus de 2019; 226 no ciclismo de estrada e 316 no ciclismo de pista. As cotas de vagas para as provas de ciclismo de estrada foram baseadas no UCI World Ranking de 31 de dezembro de 2018, enquanto as cotas de vagas para as provas de ciclismo de pista foram baseadas na classificação da UCI após o Campeonato Mundial de Ciclismo em Pista de 2019.

## Medalhistas
Os seguintes ciclistas receberam medalhas.

### Ciclismo de estrada
Masculino
| Evento                                | Ouro                             | Prata                        | Bronze                  |
| ------------------------------------- | -------------------------------- | ---------------------------- | ----------------------- |
| Corrida em estrada masculina detalhes | Davide Ballerini ITA Itália      | Alo Jakin EST Estônia        | Daniel Auer AUT Áustria |
| Contra o relógio masculino detalhes   | Vasil Kiryienka BLR Bielorrússia | Nelson Oliveira POR Portugal | Jan Bárta CZE Chéquia   |

Feminino
| Evento                               | Ouro                            | Prata                           | Bronze                              |
| ------------------------------------ | ------------------------------- | ------------------------------- | ----------------------------------- |
| Corrida em estrada feminina detalhes | Lorena Wiebes NED Países Baixos | Marianne Vos NED Países Baixos  | Tatsiana Sharakova BLR Bielorrússia |
| Contra o relógio feminino detalhes   | Marlen Reusser SUI Suíça        | Chantal Blaak NED Países Baixos | Hayley Simmonds GBR Grã-Bretanha    |

### Ciclismo de pista
Masculino
| Evento                          | Ouro                                                                                         | Prata                                                                                      | Bronze                                                                         |
| ------------------------------- | -------------------------------------------------------------------------------------------- | ------------------------------------------------------------------------------------------ | ------------------------------------------------------------------------------ |
| Keirin detalhes                 | Harrie Lavreysen NED Países Baixos                                                           | Rayan Helal FRA França                                                                     | Denis Dmitriev RUS Rússia                                                      |
| Madison detalhes                | SUI Suíça Robin Froidevaux Tristan Marguet                                                   | NED Países Baixos Jan-Willem van Schip Yoeri Havik                                         | AUT Áustria Andreas Graf Andreas Müller                                        |
| Omnium detalhes                 | Jan-Willem van Schip NED Países Baixos                                                       | Théry Schir SUI Suíça                                                                      | Daniel Staniszewski POL Polônia                                                |
| Perseguição detalhes            | Ivan Smirnov RUS Rússia                                                                      | Davide Plebani ITA Itália                                                                  | Claudio Imhof SUI Suíça                                                        |
| Perseguição por equipe detalhes | RUS Rússia Gleb Syritsa Nikita Bersenev Lev Gonov Ivan Smirnov                               | ITA Itália Francesco Lamon Carloalberto Giordani Davide Plebani Liam Bertazzo Stefano Moro | SUI Suíça Théry Schir Robin Froidevaux Lukas Rüegg Claudio Imhof Nico Selenati |
| Sprint detalhes                 | Jeffrey Hoogland NED Países Baixos                                                           | Harrie Lavreysen NED Países Baixos                                                         | Denis Dmitriev RUS Rússia                                                      |
| Sprint por equipe detalhes      | NED Países Baixos Roy van den Berg Harrie Lavreysen Jeffrey Hoogland Nils van 't Hoenderdaal | FRA França Grégory Baugé Rayan Helal Quentin Caleyron Quentin Lafargue                     | GBR Grã-Bretanha Jack Carlin Jason Kenny Ryan Owens Joseph Truman              |
| Contra o relógio detalhes       | Tomáš Bábek CZE Chéquia                                                                      | Francesco Lamon ITA Itália                                                                 | Krzysztof Maksel POL Polônia                                                   |
| Corrida por pontos detalhes     | Christos Volikakis GRE Grécia                                                                | Jan-Willem van Schip NED Países Baixos                                                     | Dmitrii Mukhomediarov RUS Rússia                                               |
| Scratch detalhes                | Christos Volikakis GRE Grécia                                                                | Filip Prokopyszyn POL Polônia                                                              | Yauheni Karaliok BLR Bielorrússia                                              |

Feminino
| Evento                          | Ouro                                                                      | Prata                                                                    | Bronze                                                                               |
| ------------------------------- | ------------------------------------------------------------------------- | ------------------------------------------------------------------------ | ------------------------------------------------------------------------------------ |
| Keirin detalhes                 | Simona Krupeckaitė LTU Lituânia                                           | Shanne Braspennincx NED Países Baixos                                    | Daria Shmeleva RUS Rússia                                                            |
| Madison detalhes                | GBR Grã-Bretanha Jessica Roberts Megan Barker                             | NED Países Baixos Kirsten Wild Amber van der Hulst                       | RUS Rússia Diana Klimova Maria Novolodskaya                                          |
| Omnium detalhes                 | Kirsten Wild NED Países Baixos                                            | Evgeniya Augustinas RUS Rússia                                           | Elisa Balsamo ITA Itália                                                             |
| Perseguição detalhes            | Tatsiana Sharakova BLR Bielorrússia                                       | Marta Cavalli ITA Itália                                                 | Tamara Dronova RUS Rússia                                                            |
| Perseguição por equipe detalhes | ITA Itália Elisa Balsamo Martina Alzini Marta Cavalli Letizia Paternoster | GBR Grã-Bretanha Jessica Roberts Megan Barker Jennifer Holl Josie Knight | POL Polônia Katarzyna Pawłowska Justyna Kaczkowska Karolina Karasiewicz Nikol Płosaj |
| Sprint detalhes                 | Anastasia Voynova RUS Rússia                                              | Mathilde Gros FRA França                                                 | Daria Shmeleva RUS Rússia                                                            |
| Sprint por equipe detalhes      | RUS Rússia Daria Shmeleva Anastasia Voynova Ekaterina Rogovaia            | LTU Lituânia Simona Krupeckaitė Miglė Marozaitė                          | NED Países Baixos Kyra Lamberink Shanne Braspennincx Hetty van de Wouw               |
| Contra o relógio detalhes       | Daria Shmeleva RUS Rússia                                                 | Olena Starikova UKR Ucrânia                                              | Miriam Vece ITA Itália                                                               |
| Corrida por pontos detalhes     | Hanna Solovey UKR Ucrânia                                                 | Verena Eberhardt AUT Áustria                                             | Jarmila Machačová CZE Chéquia                                                        |
| Scratch detalhes                | Kirsten Wild NED Países Baixos                                            | Martina Fidanza ITA Itália                                               | Hanna Tserakh BLR Bielorrússia                                                       |

## Quadro de medalhas
| Ordem | País              | Medalha de ouro | Medalha de prata | Medalha de bronze |    |
| ----- | ----------------- | --------------- | ---------------- | ----------------- | -- |
| 1     | NED Países Baixos | 7               | 7                | 1                 | 15 |
| 2     | RUS Rússia        | 5               | 1                | 7                 | 13 |
| 3     | ITA Itália        | 2               | 5                | 2                 | 9  |
| 4     | SUI Suíça         | 2               | 1                | 2                 | 5  |
| 5     | BLR Bielorrússia  | 2               |                  | 3                 | 5  |
| 6     | GRE Grécia        | 2               |                  |                   | 2  |
| 7     | GBR Grã-Bretanha  | 1               | 1                | 2                 | 4  |
| 8     | LTU Lituânia      | 1               | 1                |                   | 2  |
|       | UKR Ucrânia       | 1               | 1                |                   | 2  |
| 10    | CZE Chéquia       | 1               |                  | 2                 | 3  |
| 11    | FRA França        |                 | 3                |                   | 3  |
| 12    | POL Polônia       |                 | 1                | 3                 | 4  |
| 13    | AUT Áustria       |                 | 1                | 2                 | 3  |
| 14    | EST Estônia       |                 | 1                |                   | 2  |
|       | PRT Portugal      |                 | 1                |                   | 2  |
| TOTAL | TOTAL             | 24              | 24               | 24                | 72 |